# ジョージ・マーティン (スペインの俳優)
ジョージ・マーティン（George Martin、1937年 - 2021年9月1日）は、スペインの俳優。
生誕名はFrancisco Martínez Celeiro。
アメリカ合衆国の俳優、ジョージ・マーティンとは別人。

## 出演作品
- 悪の紳士録
- 柔肌の狩人／ダンサー連続殺人事件
- 黄金無頼
- 情無用のならず者
- 怒りの100連発
- キスキス・バンバン
- さすらいの一匹狼
- 西部の素浪人ネバダ・ジョー
- 夕陽の用心棒
- 続・荒野の1ドル銀貨
- 皆殺し24時間